# José Feliciano de Castilho Barreto e Noronha

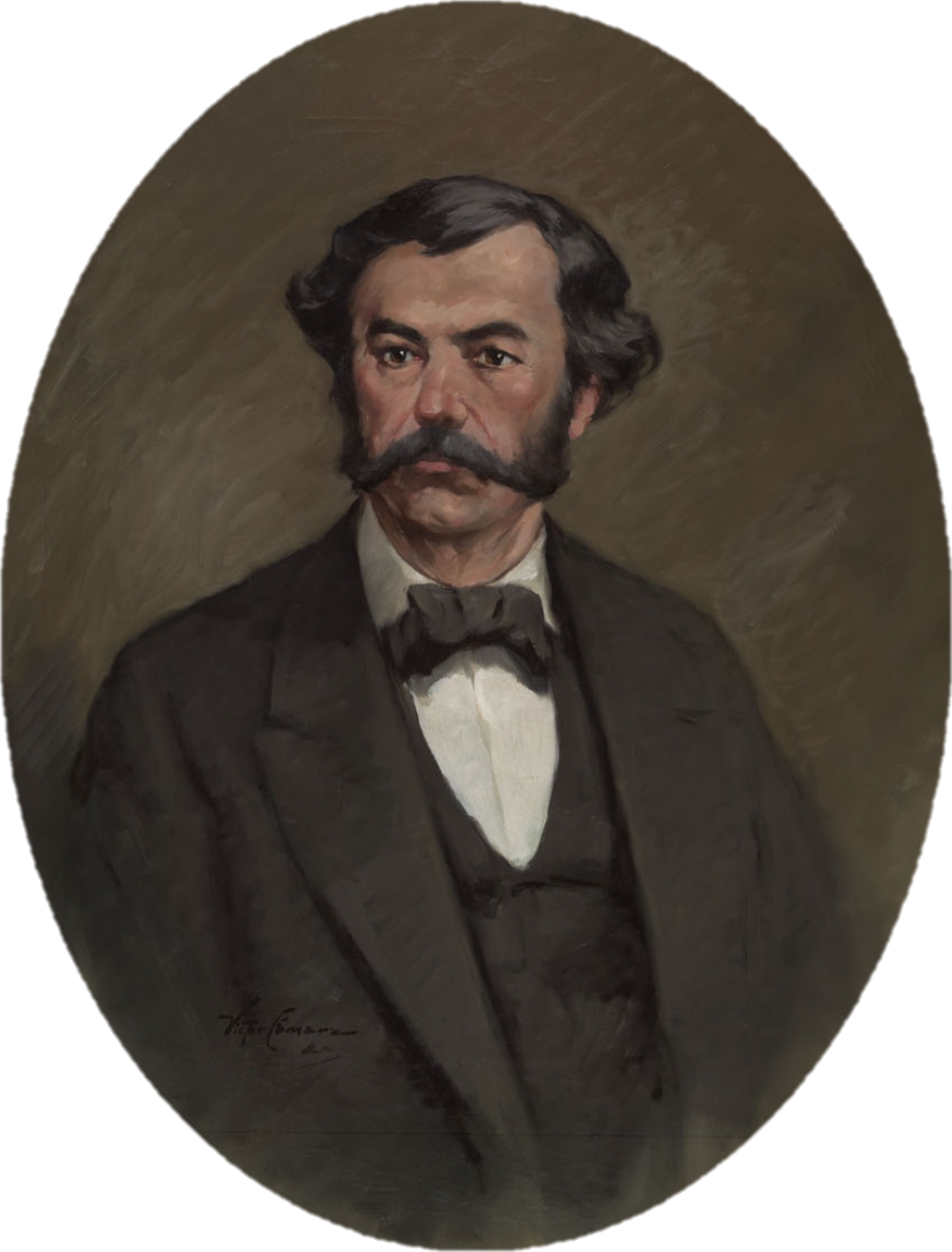
José Feliciano de Castilho Barreto e Noronha, retrato na Biblioteca Nacional de Portugal.

José Feliciano de Castilho Barreto e Noronha (Lisboa, 4 de Março de 1810 - Rio de Janeiro 11 de Março de 1879) foi um jornalista, escritor e advogado português.

## Biografia
Era filho do Doutor José Feliciano de Castilho (1769-1826) e de D. Domicília Máxima Doroteia da Silva, irmão de António Feliciano de Castilho e tio de Júlio de Castilho. Estudou direito em Coimbra e aos 17 anos escreveu a comédia O estudante de Coimbra, ou um fidalgo como há muitos. Em 1829, depois de estar escondido dentro e fora de Lisboa partiu para França, onde os seus irmãos já se encontravam emigrados devido às perseguições absolutistas. Bateu-se na Revolução de 1830. Formou-se em medicina em França onde abriu cursos de mnemotecnia.
Em 1836, juntamente com outros escritores, fundou o Jornal da Sociedade dos Amigos das Letras, colaborou no Independente, na Guarda Avançada aos Domingos, entre outros, e em 1841 fundou a Revista Universal Lisbonense   com o seu irmão Alexandre Magno. Também se encontra colaboração sua no Jornal da Sociedade dos Amigos das Letras   (1836),  Revista do Conservatório Real de Lisboa  (1842) e na Revista Contemporânea de Portugal e Brasil  (1859-1865).

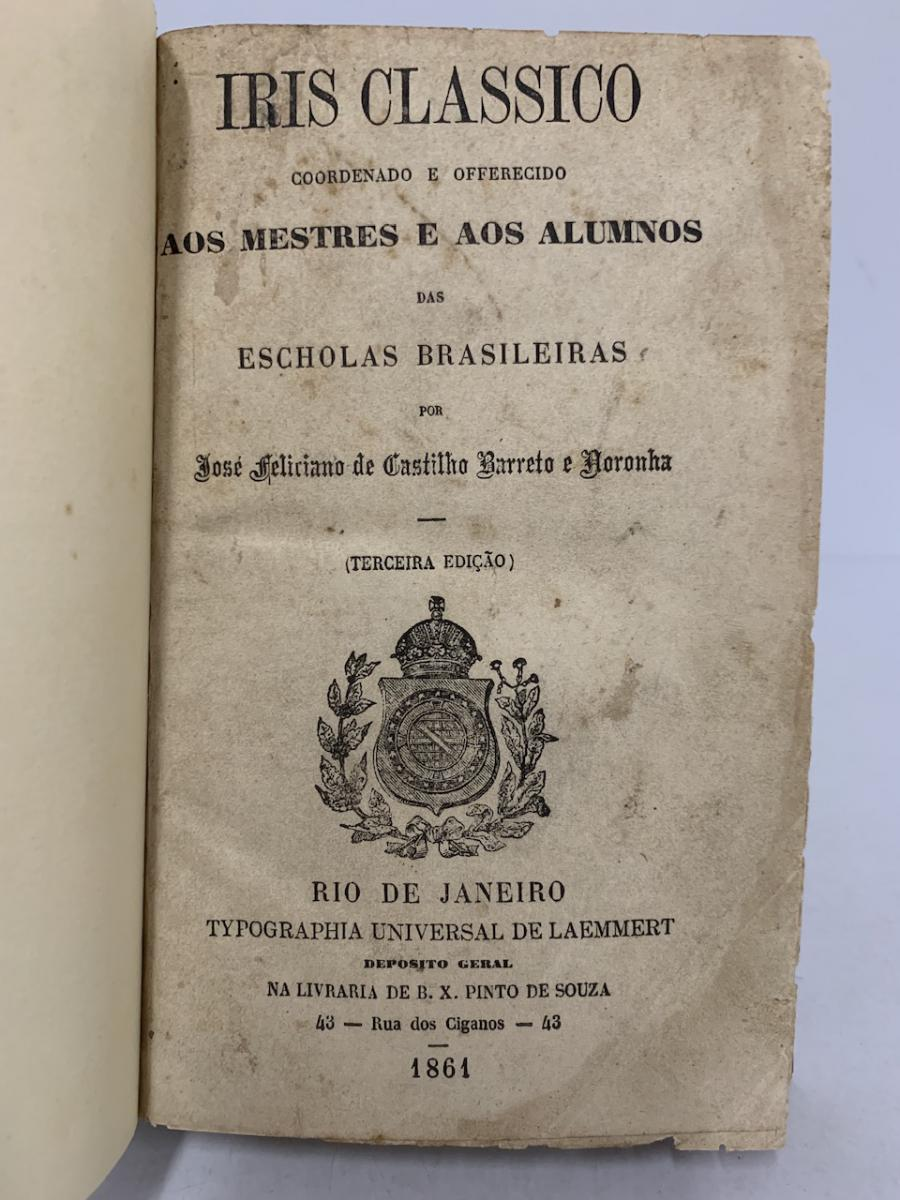
Um de seus trabalhos no Brasil

Em 1842 exerceu a redacção do Diário do Governo por apenas 15 dias, estabeleceu uma tipografia na rua do Abarracamento de Peniche, e tornou-se o redactor principal do jornal A Restauração da Carta. 
Em 22 de Março de 1843 foi nomeado bibliotecário-mor da Biblioteca Nacional de Lisboa.  
Em 1846 foi tenente-coronel do batalhão dos Voluntários da Carta, e foi ainda deputado nas legislaturas que ocorreram depois do golpe de Estado de Costa Cabral. Nessa altura publicou a Livraria Clássica com o seu irmão António Feliciano da Castilho.
Em 1846 estabeleceu-se com advogado no Rio de Janeiro, onde fundou o jornal Íris e colaborou em diversos periódicos. 
Foi casado com a inglesa D. Mariana Maynard, de quem teve filhos. 

## Principais Obras
- Os estudantes de Coimbra, ou um fidalgo com há muitos, comédia em cinco actos (1827)
- Grito de Liberdade : canto dedicado aos emigrantes portuguezes / por um portuguez. (1830)
- Recueil de souvenirs pour le cours de mnemotechnie (1831)
- Traité de mnemotechnie (1831)
- Dictionnaire de mnemotechnie (1831)
- Arte de ser amado : romance historico em verso e em cartas / collígidas por Abel Christiano de Bettencourt (pseudónimo) (1837)
- Traité du Consulat (1842), escrito com José Ribeiro dos Santos
- Relatorio acerca da Bibliotheca Nacional de Lisboa, e mais estabelecimentos annexos, dirigido ao Exm.o Sr. Ministro e Secretario d'Estado dos Negocios do Reino. No 1º de Janeiro de 1844
- Os amores de P. Ovídio Nasão / Ovidio Nasão; Trad. Paraphrastica (Inderessada Exclusivamente Aos Homens Feitos e Estudiosos Das Lettras Clássicas) Por Antonio Feliciano de Castilho; Grinalda Ovidiana, appendice á paraphrase dos Amores / por José Feliciano de Castilho Barreto e Noronha.  (1858)
- João Baptista Moreira, barão de Moreira : esboço biographico (1862)
- Memória sobre a segunda egloga de Virgilio Corydon e Alexis (1862)
- Os Serões do Convento (1862), por "M.L." -- obra erótica anónima, atribuída a José Feliciano de Castilho[5]
- Prólogo da obra Excerptos de João de Lucena. Comentados por José Silvestre Ribeiro [18--].
- A aguia no ovo e nos astros, sive A eschola coimbrã na sua aurora e em seo zenith  (1866)
- A escola coimbrã : cartas do sr. conselheiro José Feliciano de Castilho Barreto e Noronha ao Correio Mercantil do Rio de Janeiro  (1866)
- Manoel Maria du Bocage : excerptos ; seguidos de uma noticia sobre sua vida e obras, um juizo critico, apreciações de bellezas e defeitos e estudos de língua (1867)
- Polémica litterária : pena de tallião : resposta pelo conselheiro J. F. de Castilho Barreto e Noronha a João Minimo a propósito de umas criticas deste à versão das Georgicas de Virgilio. (1868)
- Memória sobre o exemplar dos Lusíadas da Biblioteca particular de S. M. o Imperador do Brasil (1880)
- Relatorio acerca da Biblioteca Nacional de Lisboa e mais estabelecimentos annexos, José Feliciano de Castilho, Typographia Lusitana

Volume 1, 1844
Volume 4, 1845